# Die großen Mythen
Die großen Mythen (Original: Les grands mythes) ist eine animierte Doku-Serie aus Frankreich über die griechische Mythologie, die am 1. Oktober 2016 auf Arte Premiere feierte. Die Serie von François Busnel, der auch als Erzähler fungiert, wurde von Arte France sowie Rosebud Productions und dem Animationsstudio Les Monstres produziert und enthält derzeit drei Staffeln.

## Staffeln
Die erste Staffel aus 20 Episoden, die  anhand verschiedener Quellen griechischer und römischer Autoren griechische Götter- und Heldenmythen erzählen, entstand mit Beteiligung der Region Île-de-France und wurde vom 1. Oktober bis zum 3. Dezember 2016 auf Arte erstausgestrahlt.
Die zweite Staffel aus 10 Episoden, die in Zusammenarbeit mit dem Louvre entstand, trägt den Beititel Die Ilias und erzählt hauptsächlich nach diesem homerischen Epos vom Trojanischen Krieg. Sie wurde ausgestrahlt vom 22. September bis zum 20. Oktober 2019.
Die dritte Staffel, die das zweite homerischen Epos Die Odyssee behandelt, wird seit dem 7. Februar 2021 ausgestrahlt.

## Episodenliste

### Staffel 1
| Nr. (ges.)                                                                      | Nr. (St.) | Deutscher Titel                       | Originaltitel                              | Erstausstrahlung Frankreich | Deutschsprachige Erstausstrahlung (D) | Regie                                      | Drehbuch                        |
| ------------------------------------------------------------------------------- | --------- | ------------------------------------- | ------------------------------------------ | --------------------------- | ------------------------------------- | ------------------------------------------ | ------------------------------- |
| 1                                                                               | 1         | Zeus und die Macht                    | Zeus ou la conquête du pouvoir             | 1. Okt. 2016                | 1. Okt. 2016                          | Sylvain Bergère                            | François Busnel, Gilbert Sinoué |
| 2                                                                               | 2         | Zeus und die Liebe                    | Les amours de Zeus                         | 1. Okt. 2016                | 1. Okt. 2016                          | Sylvain Bergère                            | François Busnel, Gilbert Sinoué |
| 3                                                                               | 3         | Gott versus Götter: Prometheus        | Prométhée, le révolté de l’Olympe          | 8. Okt. 2016                | 8. Okt. 2016                          | Camille Dalbéra, Sylvain Bergère           | François Busnel, Gilbert Sinoué |
| 4                                                                               | 4         | Obolus fürs Totenreich: Hades         | Hadès, le roi malgré lui                   | 8. Okt. 2016                | 8. Okt. 2016                          | Sylvain Bergère                            | François Busnel, Gilbert Sinoué |
| 5                                                                               | 5         | Mannweib mit Esprit: Athene           | Athéna, la sagesse armée                   | 15. Okt. 2016               | 15. Okt. 2016                         | Sylvain Bergère                            | François Busnel, Gilbert Sinoué |
| 6                                                                               | 6         | Schatten und Licht: Apollon           | Apollon, L’ombre et la lumière             | 15. Okt. 2016               | 15. Okt. 2016                         | Sébastien Rancourt, Sylvain Bergère        | François Busnel, Gilbert Sinoué |
| 7                                                                               | 7         | Von Schönheit und Begierde: Aphrodite | Aphrodite, sous la loi du désir            | 22. Okt. 2016               | 22. Okt. 2016                         | Camille Delbéra, Sylvain Bergère           | François Busnel, Gilbert Sinoué |
| 8                                                                               | 8         | Gott und Dandy: Dionysos              | Dionysos, l’étranger dans la ville         | 22. Okt. 2016               | 22. Okt. 2016                         | Fred Pagéze, Sylvain Bergère               | François Busnel, Gilbert Sinoué |
| 9                                                                               | 9         | Vom Hüten, Stehlen und Reisen: Hermes | Hermès, le messager indéchiffrable         | 29. Okt. 2016               | 29. Okt. 2016                         | Fred Pagéze, Sylvain Bergère               | François Busnel, Gilbert Sinoué |
| 10                                                                              | 10        | Die Verdammten dieser Erde: Tartaros  | Tartare, les damnés de la terre            | 29. Okt. 2016               | 29. Okt. 2016                         | Alexandra Willot-Beaufils, Sylvain Bergère | François Busnel, Gilbert Sinoué |
| 11                                                                              | 11        | Die Schöne und das Biest: Psyche      | Psyché, la belle et la bête                | 5. Nov. 2016                | 5. Nov. 2016                          | Sylvain Bergère                            | François Busnel, Gilbert Sinoué |
| Handlung der Erzählung Amor und Psyche aus dem Roman Metamorphosen von Apuleius |           |                                       |                                            |                             |                                       |                                            |                                 |
| 12                                                                              | 12        | Der von Göttern stammt: Perseus       | Persée, la mort dans les yeux              | 5. Nov. 2016                | 5. Nov. 2016                          | Gaëtan Chabanol, Sylvain Bergère           | François Busnel, Gilbert Sinoué |
| 13                                                                              | 13        | Felsen weinen: Orpheus                | Orphée, l’amour impossible                 | 12. Nov. 2016               | 12. Nov. 2016                         | Sylvain Bergère                            | François Busnel, Gilbert Sinoué |
| 14                                                                              | 14        | Rache und Kindermord: Medea           | Médée, l’amour assassin                    | 12. Nov. 2016               | 12. Nov. 2016                         | Sylvain Bergère                            | François Busnel, Gilbert Sinoué |
| 15                                                                              | 15        | Der Pferdeversteher: Bellerophontes   | Bellérophon, l’homme qui voulait être dieu | 19. Nov. 2016               | 19. Nov. 2016                         | Alexandra Willot-Beaufils, Sylvain Bergère | François Busnel, Gilbert Sinoué |
| 16                                                                              | 16        | Der Unglückssegler: Theseus           | Thésée ou les ravages de l’oubli           | 19. Nov. 2016               | 19. Nov. 2016                         | Sylvain Bergère                            | François Busnel, Gilbert Sinoué |
| 17                                                                              | 17        | Über den Wolken: Dädalus und Ikarus   | Dédale et Icare, le rêve éclaté            | 26. Nov. 2016               | 26. Nov. 2016                         | Nathalie Amsellem, Sylvain Bergère         | François Busnel, Gilbert Sinoué |
| 18                                                                              | 18        | Stärke und Qual: Herakles             | Héraclès, l’homme qui devint dieu          | 26. Nov. 2016               | 26. Nov. 2016                         | Sébastien Rancourt, Sylvain Bergère        | François Busnel, Gilbert Sinoué |
| 19                                                                              | 19        | Rätsel und Prophezeiungen: Ödipus     | Œdipe, le déchiffreur d’énigmes            | 3. Dez. 2016                | 3. Dez. 2016                          | Camille Dalbéra, Sylvain Bergère           | François Busnel, Gilbert Sinoué |
| Vorgeschichte und Handlung der Tragödie König Ödipus des Sophokles              |           |                                       |                                            |                             |                                       |                                            |                                 |
| 20                                                                              | 20        | Zwischen Leben und Tod: Antigone      | Antigone, celle qui a dit non              | 3. Dez. 2016                | 3. Dez. 2016                          | Nathalie Amsellem, Sylvain Bergère         | François Busnel, Gilbert Sinoué |
| Handlung der Tragödien Ödipus auf Kolonos und Antigone des Sophokles            |           |                                       |                                            |                             |                                       |                                            |                                 |

### Staffel 2: Die Ilias
Die zweite Staffel erzählt vom Trojanischen Krieg, hauptsächlich anhand des titelgebenden Epos Homers, fügt aber auch Hintergründe aus anderen Quellen hinzu. Während die Ilias erst im letzten Jahr des Krieges beginnt und mit der Bestattung Hektors abschließt, nach der der Krieg noch weitergeht, enthalten die ersten Folgen auch die Vorgeschichte des Krieges und die letzte Folge der Staffel die Geschichte vom Trojanischen Pferd und das Ende des Krieges.
| Nr. (ges.) | Nr. (St.) | Deutscher Titel              | Originaltitel             | Erstausstrahlung Frankreich | Deutschsprachige Erstausstrahlung (D) | Regie              | Drehbuch                        |
| --- | --------- | ---------------------------- | ------------------------- | --------------------------- | ------------------------------------- | ------------------ | ------------------------------- |
| 21 | 1         | Der Apfel der Zwietracht     | La pomme de la discorde   | 22. Sep. 2019               | 22. Sep. 2019                         | Sylvain Bergère    | François Busnel, Gilbert Sinoué |
| Vorgeschichte des Krieges: Paris urteilt zwischen den drei Göttinnen Hera, Athene und Aphrodite, wer die schönste sei. In Sparta verliebt er sich in Helena und bringt sie nach Troja. |           |                              |                           |                             |                                       |                    |                                 |
| 22 | 2         | Die Stunde der Opfer         | L’heure des sacrifices    | 22. Sep. 2019               | 22. Sep. 2019                         | Sylvain Bergère    | François Busnel, Gilbert Sinoué |
| Die griechischen Könige versammeln sich gegen Troja. Auch Odysseus und Achilleus werden dazu gebracht mitzumachen, obwohl sie selbst erst nicht wollen. Agamemnon muss seine Tochter Iphigenie opfern. |           |                              |                           |                             |                                       |                    |                                 |
| 23 | 3         | Der Zorn des Achilles        | La colère d’Achille       | 29. Sep. 2019               | 29. Sep. 2019                         | Gaëtan Chabanol    | François Busnel, Gilbert Sinoué |
| Ilias, 1. Buch; zehn Jahre nach Kriegsbeginn: Nach einer Seuche im griechischen Lager muss Agamemnon eine Kriegsgefangene zurückgeben, um Apollon zu besänftigen, aber fordert im Gegenzug die Gefangene des Achilles, der sich daraufhin aus Zorn aus dem Kampf zurückzieht. 2. Buch: Zeus schickt Agamemnon einen Traum, er könne das Heer zum Sieg führen. |           |                              |                           |                             |                                       |                    |                                 |
| 24 | 4         | Das Blut der Göttin          | Le sang de la déesse      | 29. Sep. 2019               | 29. Sep. 2019                         | Gaëtan Chabanol    | François Busnel, Gilbert Sinoué |
| 3. Buch: Es kommt zum Zweikampf zwischen Paris und Menelaos, den Menelaos gewinnt, aber Aphrodite rettet Paris. 4. Buch: Athene stiftet Pandaros an, auf Menelaos zu schießen. 5. Buch: Athene hilft Diomedes, der viele Trojaner tötet und im Kampf gegen Aeneas dessen Mutter Aphrodite und danach auch Ares. |           |                              |                           |                             |                                       |                    |                                 |
| 25 | 5         | Das Schwert und die Waage    | La glaive et la balance   | 6. Okt. 2019                | 6. Okt. 2019                          | Nathalie Amsellem  | François Busnel, Gilbert Sinoué |
| 7. Buch: Die Griechen bauen nachts eine Mauer um ihre Schiffe. Antenor bittet bei den Trojanern um die Rückgabe Helenas. Weil die Griechen beim Mauerbau nicht Poseidon geopfert haben, schickt er Donner und Flut. 8. Buch: Zeus’ Schicksalswaage fällt zugunsten der Trojaner aus. Diese drängen die Griechen zurück. 9. Buch: Odysseus und Ajax versuchen Achilles mit einem Angebot von Agamemnon dazu zu bewegen mitzukämpfen. |           |                              |                           |                             |                                       |                    |                                 |
| 26 | 6         | Die List der Göttin          | La ruse d’Héra            | 6. Okt. 2019                | 6. Okt. 2019                          | Camille Dalbéra    | François Busnel, Gilbert Sinoué |
| Achilles lehnt weiter ab zu kämpfen. 11. Buch: In der Schlacht werden nacheinander Agamemnon, Diomedes und Odysseus verwundet. 12. Buch: Ein Teil der Mauer wird eingerissen. 14. Buch: Damit Poseidon im Kampf eingreifen kann, lenkt Hera, ausgestattet mit Aphrodites Gürtel, Zeus im Liebesakt ab, den danach Hypnos einschläfert. Ajax verwundet Hektor. 15. Buch: Zeus erwacht und vertreibt die anderen Götter vom Schlachtfeld. |           |                              |                           |                             |                                       |                    |                                 |
| 27 | 7         | Patroklos und die Myrmidonen | Patrocle et les Myrmidons | 13. Okt. 2019               | 13. Okt. 2019                         | Gaëtan Chabanol    | François Busnel, Gilbert Sinoué |
| Durch Apoll neu gestärkt führt Hektor die Trojaner gegen die Schiffe der Griechen. 16. Buch: Nachdem Achilles es erlaubt, trägt Patroklos dessen Rüstung und führt die Myrmidonen in die Schlacht. Er tötet Sarpedon und stürmt gegen Troja, wo Hektor ihn tötet. 17. Buch: Hektor bemächtigt sich Achilles’ Rüstung, um Patroklos’ Leiche kommt es zum Kampf. 18. Buch: Achilles erhält die Nachricht von Patroklos’ Tod und klagt seiner Mutter Thetis und kündigt an, Hektor zu töten. |           |                              |                           |                             |                                       |                    |                                 |
| 28 | 8         | Die Rache des Achilles       | La vengeance d’Achille    | 13. Okt. 2019               | 13. Okt. 2019                         | Sébastien Rancourt | François Busnel, Gilbert Sinoué |
| Hephaistos schmiedet einen Schild für Achilles. 19. Buch: Thetis übergibt ihrem Sohn die Waffen. Der will sofort in den Kampf, doch zuvor versöhnt Agamemnon sich. – Die Homilie der Andromache, der Abschied von Hektor, aus dem 6. Buch wird an diese Stelle gesetzt. – 20. Buch: Die Götter bekämpfen sich auf dem Schlachtfeld und Achilles metzelt sich durch die Reihen der Trojaner. Er tötet den Prinzen Polydoros. 21. Buch: Im Fluss Skamandros tötet er viele Trojaner, bis der Fluss selbst Achilles angreift. |           |                              |                           |                             |                                       |                    |                                 |
| 29 | 9         | Sieg oder Tod                | Vaincre ou mourir         | 20. Okt. 2019               | 20. Okt. 2019                         | Nathalie Almsellem | François Busnel, Gilbert Sinoué |
| Durch Hephaistos’ Feuer gequält lässt der Fluss Achilles frei. Die Götter bekämpfen sich gegenseitig und Achilles tötet weiter Trojaner. Priamos lässt Überlebende in die Stadt. 22. Buch: Hektor und Achilles stehen sich vor den Mauern entgegen, doch Hektor flieht um die Mauern. Athene in Gestalt des Deiphobos überredet ihn, sich zu stellen. Im Zweikampf tötet Achilles Hektor, dessen Leichnam er darauf um die Stadt schleift. 23. Buch: Patroklos’ Leiche wird auf dem Scheiterhaufen verbrannt, die des Hektor durch Aphrodite und Apollon geschützt. 24. Buch: Zeus bestimmt, dass Achilles Hektors Leiche zurückgeben soll. Priamos fährt zu ihm und erhält seinen Sohn. Achilles gewährt ihm zwölf Tage Waffenruhe. (Ende der Ilias) |           |                              |                           |                             |                                       |                    |                                 |
| 30 | 10        | Das trojanische Pferd        | Le cheval du Troie        | 20. Okt. 2019               | 20. Okt. 2019                         | Camille Dalbéra    | François Busnel, Gilbert Sinoué |
| Der Strand ist von den Griechen verlassen, aber ein hölzernes Pferd steht da. Die skeptischen Trojaner werden durch den gefangenen Sinon überzeugt, dass die Griechen weggesegelt sind. Sie ziehen das Pferd in die Stadt und feiern den Sieg. Nachts öffnet Sinon das Pferd, woraus Griechen herausströmen. Sie metzeln die Trojaner nieder, nehmen die Frauen gefangen. Menelaos nimmt Helena mit, Achilles rettet Polyxena, wird aber von Paris getötet. Zeus sieht der Grausamkeit der Menschen und dem Untergang der Stadt zu. Aus dieser flieht Aeneas; auch Odysseus bricht zur Seefahrt auf. |           |                              |                           |                             |                                       |                    |                                 |

### Staffel 3: Die Odyssee
Die dritte Staffel erzählt von der Irr- und Heimfahrt des Helden Odysseus anhand des zweiten homerischen Epos. Der Fokus liegt dabei deutlich auf den Stationen seiner Irrfahrt, die entgegen der Erzählreihenfolge von Anfang an chronologisch dargestellt werden. Einige Stationen erhalten eine eigene Episode, während vor allem die nach Beendigung der Irrfahrt folgende zweite Hälfte des Epos stark gestrafft wird.
| Nr. (ges.) | Nr. (St.) | Deutscher Titel             | Originaltitel                 | Erstausstrahlung Frankreich | Deutschsprachige Erstausstrahlung (D) | Regie             | Drehbuch                        |
| --- | --------- | --------------------------- | ----------------------------- | --------------------------- | ------------------------------------- | ----------------- | ------------------------------- |
| 31 | 1         | Auf der Suche nach Odysseus | À la recherche d’Ulysse       | 7. Feb. 2021                | 7. Feb. 2021                          | Gaëtan Chabanol   | François Busnel, Gilbert Sinoué |
| Odyssee, 1. bis 4. Buch (Telemachie): Zehn Jahre nach dem Fall Trojas, in denen die Götter auseinandergegangen sind, beschließt Zeus, Odysseus zu gewähren, nach Hause zu gelangen. Während dessen Frau Penelope von Freiern belagert wird, reist ihr Sohn Telemachos nach Sparta zu Menelaos. Dieser erzählt, wie er auf seiner eigenen Heimfahrt durch Proteus erfahren hat, dass Agamemnon durch seine Frau Klytaimnestra umgebracht worden ist und Odysseus auf dem Meer herumirrt. |           |                             |                               |                             |                                       |                   |                                 |
| 32 | 2         | Der Zorn der Götter         | L’homme qui défiait les dieux | 7. Feb. 2021                | 7. Feb. 2021                          | Camille Dalbéra   | François Busnel, Gilbert Sinoué |
| 9. Buch: Durch das Gemetzel im Krieg sinniert Odysseus, die Götter seien es nicht mehr wert angebetet zu werden. Nachdem er mit seinen Gefährten zur Seefahrt aufgebrochen ist, kommen sie zunächst zu den Kikonen, wo seine Männer die Stadt plündern und sie daraufhin vertrieben werden, ohne dass sie ihre Toten bestatten können. Als nächstes kommen sie zu den Lotophagen, wo drei seiner Männer durch den Verzehr der Lotosfrucht die Reise vergessen. Als drittes geraten sie durch einen Sturm auf die Insel der Kyklopen, von denen einer ihnen in einer Höhle erscheint und zwei Männer tötet.                             |           |                             |                               |                             |                                       |                   |                                 |
| 33 | 3         | Der Fluch des Zyklopen      | La malédiction du Cyclope     | 14. Feb. 2021               | 14. Feb. 2021                         | Nathalie Amsellem | François Busnel, Gilbert Sinoué |
| Der Kyklop Polyphem wird von Odysseus, der sich ihm gegenüber „Niemand“ nennt, mit Wein eingeschläfert und mit einem spitzen Stock blind gemacht. Unter den Schafen versteckt entkommt er mit seinen Männern zu den Schiffen, von wo aus er seinen wahren Namen ausruft. Der Zyklop fleht zu seinem Vater Poseidon, dass dieser die Heimkunft des Odysseus möglichst lange verzögern soll. – 10. Buch: Als nächstes kommen sie zur Insel des Aiolos, der ihnen ein Beutel mit allen Winden gibt. Als zwei Gefährten des Odysseus diesen auf dem Meer öffnen, wehen die Winde sie zurück zu Aiolos, der diesmal seine Hilfe verweigert. |           |                             |                               |                             |                                       |                   |                                 |
| 34 | 4         | In den Fängen der Kirke     | Circé, la magicienne          | 14. Feb. 2021               | 14. Feb. 2021                         | Sylvain Bergère   | François Busnel, Gilbert Sinoué |
| Penelope erbittet sich von den Freiern Zeit, vor der Heirat ein Leinentuch für Laertes zu weben, das sie nachts wieder auftrennt. Odysseus‘ Schiffe landen bei der Insel der Zauberin Kirke, die einen Teil der Männer in Schweine verwandelt. Hermes gibt Odysseus ein Heilkraut, das ihn gegen ihre Zauber immun macht, worauf sie seine Gefährten zurückverwandelt. |           |                             |                               |                             |                                       |                   |                                 |
| 35 | 5         | Reise in die Unterwelt      | Le voyage aux enfers          | 21. Feb. 2021               | 21. Feb. 2021                         | Gaëtan Chabanol   | François Busnel, Gilbert Sinoué |
| Nach einem Jahr bricht Odysseus von Kirke auf, die ihm sagt, er solle in der Unterwelt den Seher Teiresias aufsuchen. – 11. Buch: Angekommen vollzieht Odysseus ein Opfer, um die Toten heraufzubeschwören. Er spricht zuerst mit seiner Mutter Antikleia. Teiresias erklärt ihm den Zorn der Götter und seine weiteren Stationen. |           |                             |                               |                             |                                       |                   |                                 |
| 36 | 6         | Im Bann der Sirenen         | Le chant des Sirènes          | 21. Feb. 2021               | 21. Feb. 2021                         | Camille Dalbéra   | François Busnel, Gilbert Sinoué |
| Im Tartaros trifft Odysseus auf Agamemnon und Achilles. – 12. Buch: Nach der Unterwelt wieder auf den Schiffen kommen Odysseus und seine Gefährten in die Nähe der Sirenen. Um ihren Lockungen nicht zu erliegen, verstopft er seinen Männern die Ohren mit Wachs, während Odysseus an den Mast gebunden wird. Dann gelangen sie zu den Meeresungeheuer Charybdis, die das Wasser einsaugt, und Skylla. |           |                             |                               |                             |                                       |                   |                                 |
| 37 | 7         | Die Strafe des Zeus         | Le châtiment de Zeus          | 28. Feb. 2021               | 28. Feb. 2021                         | Sylvain Bergère   | François Busnel, Gilbert Sinoué |
| Durch die Ungeheuer werden Schiffe zerstört und Männer getötet. Nun kommen die übrigen zur Insel Thrinakia, wo die Rinder des Sonnengottes Helios weiden. Odysseus‘ Männer erholen sich dort einen Monat lang und schlachten dann entgegen seiner Warnung die Rinder. Wieder auf Der zerstört Zeus zur Strafe die Schiffe und Odysseus wird alleine an die Insel Ogygia der Nymphe Kalypso gespült, in die er sich verliebt und die ihm die Unsterblichkeit anbietet. |           |                             |                               |                             |                                       |                   |                                 |
| 38 | 8         | Rückkehr nach Ithaka        | Cap sur Ithaque               | 28. Feb. 2021               | 28. Feb. 2021                         | Nathalie Amsellem | François Busnel, Gilbert Sinoué |
| 5. Buch: Nach 7 Jahren befehlen die Götter Kalypso, Odysseus ziehen zu lassen, worauf er aufbricht. Durch einen Sturm Poseidons wird sein Schiff zerstört und er an die Insel der Phäaken gespült. – 6. bis 8. Buch: Dort entdeckt ihn am Strand die Königstochter Nausikaa, die ihn pflegen lässt. Sie bringt ihn zu König Alkinoos, der seine Hilfe für die Heimfahrt zusagt. Bei einem Gastmahl gibt Odysseus sich erst nach einem Lied eines Sängers über den Trojanischen Krieg zu erkennen und erzählt seine Irrfahrt (9. bis 12. Buch) – 13. Buch: Ein Schiff der Phäaken bringt ihn an seine Heimat Ithaka.                    |           |                             |                               |                             |                                       |                   |                                 |
| 39 | 9         | Die Narbe des Königs        | La cicatrice du roi           | 7. März 2021                | 7. März 2021                          | Gaëtan Chanabol   | François Busnel, Gilbert Sinoué |
| 14. bis 16. Buch: Odysseus wird durch die Göttin Athene in einen Bettler verwandelt. Er kommt bei dem Sauhirten Eumaios unter, wo auch der zurückgekehrte Telemachos erscheint. – 17. bis 19. Buch: Der Königssohn nimmt den Bettler in den Palast mit, worauf Penelopes Freier diesen verhöhnen. Die Dienerin Eurykleia erkennt, als sie ihm die Füße wäscht, Odysseus an einer Narbe. |           |                             |                               |                             |                                       |                   |                                 |
| 40 | 10        | Götterdämmerung             | Le crépuscule des dieux       | 7. März 2021                | 7. März 2021                          | Camille Dalbéra   | François Busnel, Gilbert Sinoué |
| 21. bis 23. Buch: Penelope gibt den Freiern die Aufgabe, Odysseus’ Bogen zu spannen und einen Pfeil durch zwölf Ringe zu schießen. Nachdem Telemachos und alle Freier daran gescheitert sind, will es der Bettler versuchen, dem es gelingt. Er enthüllt sich als Odysseus und tötet die Freier als auch ihre Mägde. Erst durch eine Frage, die nur Odysseus wissen kann, erkennt auch Penelope ihn. Gegen Athene leugnet er die Hilfe der Götter und die Notwendigkeit, sie zu verehren. – Nach einer Überlieferung stirbt Odysseus später im Kampf gegen den Jüngling Telegonos. (Telegonie)                                         |           |                             |                               |                             |                                       |                   |                                 |

## Erzähler und deutsche Fassung
Den Erzähler aus dem Off übernimmt im französischen Original François Busnel. Die deutsche Bearbeitung der ersten Staffel entstand durch Parabol Pictures, die Übersetzung von Sabine Kohlway und Anja Pettelkau spricht Bernd Reheuser. Für die zweite Staffel erfolgte die deutsche Fassung durch die Studio 7 Synchron und Untertitel GmbH, die Übersetzung von Claudia Preuschoft spricht Thomas Balou Martin.